# Avicularia avicularia
Avicularia avicularia és una espècie d'aranya migalomorf pròpia de Sud-amèrica, Costa Rica al Brasil, i el sud del Carib.
És una petita taràntula arborícola de pèls negres amb petits reflexos vermellosos en l'abdomen. Una de les seves característiques més vistoses són les parts inferiors de les seves potes, de color rosat, donant com a nom comú a aquesta taràntula de potes rosades.
Pot viure en comunitat, encara que a vegades solen donar-se enfrontaments entre les femelles. És de caràcter tímid i fugisser, per la qual cosa no sol mostrar-se agressiva, encara que si se sent amenaçada pot arribar a llançar els seus propis excrements per defensar-se. És usat com a animal domèstic.